# 陸上自衛隊中央会計隊
陸上自衛隊中央会計隊（りくじょうじえいたいちゅうおうかいけいたい、JGSDF Central Finance Command）は、陸上自衛隊市ヶ谷駐屯地（東京都新宿区）に駐屯する防衛大臣直轄部隊の一つである。

## 概要
防衛省における支出負担行為（官署支出官）、陸上幕僚監部および陸上幕僚長の指定する部隊に対する会計業務並びに各方面会計隊に対する業務統制を行う。6つの科からなり（各科長は2等陸佐）、指揮官である隊長は陸将補（二）の階級が指定される（1等陸佐（一）で着任した場合、在任中に必ず昇任する）。

## 沿革
- 1952年（昭和27年）10月15日：陸上自衛隊中央会計隊が越中島駐屯地において創設。
- 1957年（昭和32年）5月1日：陸上自衛隊中央会計隊が越中島駐屯地から竹橋駐屯地に移駐。
- 1960年（昭和35年）2月3日：陸上自衛隊中央会計隊が竹橋駐屯地から檜町駐屯地に移駐。
- 2000年（平成12年）3月：防衛庁移転計画に基づき檜町駐屯地から市ヶ谷駐屯地へ移駐、同駐屯地の第414会計隊から市ヶ谷駐屯地会計業務を引き継ぐ（第414会計隊は廃止）。

## 部隊編成
- 総務科：隊の総務・人事・広報
- 審査科：金銭会計に係る審査および報告
- 電計科：経費および収入に係る調査、給与関係の電子計算機処理およびこれらの維持管理
- 債権歳入科：債権管理および歳入徴収に関する事務
- 契約科：物品および役務の調達
- 業務科：給与、旅費その他の支払

## 主要幹部
| 官職名                 | 階級    | 氏名     | 補職発令日     | 前職                                   |
| ---------------------- | ------- | -------- | -------------- | -------------------------------------- |
| 陸上自衛隊中央会計隊長 | 陸将補  | 宮崎紀彦 | 2025年03月24日 | 陸上自衛隊小平学校長 兼 小平駐屯地司令 |
| 副隊長                 | 1等陸佐 | 濱松泰広 | 2025年03月17日 | 陸上自衛隊小平学校会計科部長           |

| 代 | 氏名                   | 在任期間                | 出身校・期                     | 前職                                                          | 後職                                                                        |
| -- | ---------------------- | ----------------------- | ------------------------------ | ------------------------------------------------------------- | --------------------------------------------------------------------------- |
| 01 | 岡田平三 （2等保安正） | 1952.10.15 - 1952.12.14 | 慶応義塾大学 昭和11年卒        | 第200仮会計隊長                                               | 中央会計隊副隊長                                                            |
| 02 | 宝神嗣雄 （1等保安正） | 1952.12.15 - 1954.6.30  | 東京帝国大学 昭和10年卒        | 第一幕僚監部監理部勤務                                        | 航空幕僚監部監理部会計課長                                                  |
| 03 | 山口晋平 （1等陸佐）   | 1954.7.1 - 1956.11.18   | 東北帝国大学 昭和7年卒         | 第一幕僚監部会計課主計班長                                    | 北部方面総監部総務課長                                                      |
| 04 | 勝田吉五郎 （2等陸佐） | 1956.11.19 - 1957.8.25  | 中央大学 昭和8年卒             | 中央会計隊副隊長 （中央会計隊長心得）                         | 陸上幕僚監部厚生課勤務                                                      |
| 05 | 依田一夫 （1等陸佐）   | 1957.8.26 - 1961.2.28   | 早稲田大学 昭和8年卒           | 北部方面総監部会計課長 →1957.8.1                              | 中央会計隊付 →1961.3.18 停年退官（陸将補昇任）                              |
| 06 | 木村経一 （1等陸佐）   | 1961.3.1 - 1961.7.31    | 明治大学 昭和12年卒            | 西部方面総監部会計課長                                        | 陸上幕僚監部会計課長                                                        |
| 07 | 平山俊一 （1等陸佐）   | 1961.8.1 - 1964.3.15    | 早稲田大学 昭和13年卒          | 陸上幕僚監部会計課総括班長                                    | 陸上幕僚監部監理部副部長                                                    |
| 08 | 山田勝 （1等陸佐）     | 1964.3.16 - 1967.3.15   | 東京帝国大学 昭和13年卒        | 東部方面総監部会計課長                                        | 陸上幕僚監部付 →1967.9.23 停年退官（陸将補昇任）                            |
| 09 | 荻野鎌治郎 （1等陸佐） | 1967.3.16 - 1969.3.16   | 海経27期                       | 北部方面総監部会計課長                                        | 陸上幕僚監部会計課長                                                        |
| 10 | 杉田實 （1等陸佐）     | 1969.3.17 - 1971.3.15   | 陸経2期                        | 中央会計隊副隊長                                              | 陸上幕僚監部付 →1971.7.1 退職                                               |
| 11 | 麓和義 （1等陸佐）     | 1971.3.16 - 1973.7.15   | 陸経3期                        | 北部方面総監部会計課長                                        | 陸上幕僚監部総務課勤務 →1973.12.20 停年退職                                 |
| 12 | 磯部一往 （1等陸佐）   | 1973.7.16 - 1974.7.15   | 陸士55期                       | 陸上自衛隊会計監査隊副隊長                                    | 陸上幕僚監部総務課勤務 →1975.1.1 退職（陸将補昇任）                         |
| 13 | 山口元治 （1等陸佐）   | 1974.7.16 - 1975.7.15   | 日本大学                       | 陸上自衛隊会計監査隊副隊長                                    | 陸上幕僚監部総務課勤務 →1976.1.16 陸上幕僚監部総務課付 →1976.4.1 退職       |
| 14 | 桐村裕 （1等陸佐）     | 1975.7.16 - 1976.8.1    | 中央大学 昭和19年卒            | 陸上自衛隊関西地区補給処 調達会計部長                         | 陸上幕僚監部総務課勤務 →1976.9.22 陸上幕僚監部総務課付 →1976.12.23 停年退職 |
| 15 | 高橋徹朗               | 1976.8.2 - 1978.7.31    | 小樽経済専門 昭和20年卒        | 陸上自衛隊業務学校教官 →1978.7.1 陸将補昇任                   | 陸上自衛隊会計監査隊長                                                      |
| 16 | 駒松喬                 | 1978.8.1 - 1980.7.31    | 陸経7期                        | 陸上自衛隊業務学校副校長 兼 企画室長 →1979.1.1 陸将補昇任     | 陸上幕僚監部付 →1981.1.1 退職                                               |
| 17 | 山本信顯               | 1980.8.1 - 1982.3.15    | 島根農専 昭和25年卒            | 檜町駐とん地業務隊長 兼 檜町駐とん地司令 →1981.4.1 陸将補昇任 | 陸上幕僚監部付 →1982.7.1 退職                                               |
| 18 | 寺尾克美               | 1982.3.16 - 1984.3.15   | 早稲田大学 昭和28年卒          | 朝霞駐とん地業務隊長 →1983.7.1 陸将補昇任                     | 陸上幕僚監部付 →1984.7.1 退職                                               |
| 19 | 星野久                 | 1984.3.16 - 1985.3.15   | 名幼48期・ 中央大学 昭和33年卒 | 陸上自衛隊会計監査隊長                                        | 陸上幕僚監部付 →1985.7.1 退職                                               |
| 20 | 藤津隆久               | 1985.3.16 - 1988.3.15   | 九州大学 昭和30年卒            | 北部方面総監部総務部長 →1987.12.11 陸将補昇任                 | 退職                                                                        |
| 21 | 小泉瑞穂               | 1988.3.16 - 1991.3.15   | 早稲田大学 昭和34年卒          | 中央会計隊副隊長 →1989.6.30 陸将補昇任                        | 陸上幕僚監部付 →1991.4.1 退職                                               |
| 22 | 坂本融二               | 1991.3.16 - 1992.3.15   | 法政大学 昭和34年卒            | 陸上自衛隊関西地区補給処副処長 →1991.4.1 陸将補昇任           | 中部方面総監部付 →1992.4.1 退職                                             |
| 23 | 青木稔                 | 1992.3.16 - 1995.3.22   | 防大6期                        | 陸上幕僚監部監理部会計課長 →1992.4.1 陸将補昇任               | 陸上自衛隊北海道地区補給処長 兼 島松駐屯地司令                              |
| 24 | 増田健三               | 1995.3.23 - 1997.12.7   | 法政大学 昭和39年卒            | 陸上幕僚監部監理部会計課長 →1996.3.25 陸将補昇任              | 退職                                                                        |
| 25 | 鷺岡勝義               | 1997.12.8 - 2000.6.29   | 防大11期                       | 中部方面総監部装備部長                                        | 退職                                                                        |
| 26 | 瓦谷育夫               | 2000.6.30 - 2002.11.30  | 防大15期                       | 陸上幕僚監部監理部会計課長 →2001.3.27 陸将補昇任              | 第10師団副師団長 兼 守山駐屯地司令                                          |
| 27 | 藤野毅                 | 2002.12.1 - 2004.3.28   | 防大18期                       | 陸上自衛隊補給統制本部 装備計画部長 →2003.3.27 陸将補昇任     | 陸上幕僚監部監理部長                                                        |
| 28 | 杉村宏                 | 2004.3.29 - 2006.3.26   | 防大19期                       | 東北方面総監部装備部長 →2005.1.11 陸将補昇任                  | 陸上自衛隊補給統制本部副本部長                                              |
| 29 | 谷口厚志               | 2006.3.27 - 2008.3.25   | 防大21期                       | 中部方面総監部装備部長 →2006.12.6 陸将補昇任                  | 陸上自衛隊東北補給処長                                                      |
| 30 | 伊藤善寛               | 2008.3.26 - 2010.3.28   | 防大22期                       | 陸上幕僚監部監理部会計課長 →2008.8.1 陸将補昇任               | 陸上自衛隊小平学校長 兼 小平駐屯地司令                                      |
| 31 | 高星勤                 | 2010.3.29 - 2012.3.29   | 中央大学 昭和55年卒            | 陸上幕僚監部監理部会計課長 →2010.7.26 陸将補昇任              | 退職                                                                        |
| 32 | 本庄俊弘               | 2012.3.30 - 2014.3.27   | 防大24期                       | 陸上自衛隊会計監査隊長                                        | 退職                                                                        |
| 33 | 福田和彦               | 2014.3.28 - 2015.8.3    | 防大30期                       | 陸上幕僚監部監理部会計課長                                    | 統合幕僚監部報道官                                                          |
| 34 | 柿野正和               | 2015.8.4 - 2016.12.19   | 防大34期                       | 陸上幕僚監部監理部総務課長                                    | 陸上自衛隊小平学校副校長                                                    |
| 35 | 坂下栄治               | 2016.12.20 - 2018.7.31  | 生徒23期・ 東洋大学            | 東部方面総監部総務部長                                        | 退職                                                                        |
| 36 | 大野真                 | 2018.8.1 - 2021.3.25    | 防大36期                       | 陸上幕僚監部監理部会計課長                                    | 陸上自衛隊小平学校長 兼 小平駐屯地司令                                      |
| 37 | 山本公威               | 2021.3.26 - 2023.3.29   | 防大36期                       | 第6師団副師団長 兼 神町駐屯地司令                             | 防衛装備庁プロジェクト管理部 プロジェクト管理総括官                         |
| 38 | 江頭豊一               | 2023.3.30 - 2025.3.23   | 防大34期                       | 陸上自衛隊高射学校長 兼 下志津駐屯地司令                      | 自衛隊体育学校長                                                            |
| 39 | 宮崎紀彦               | 2025.3.24 -             | 防大41期                       | 陸上自衛隊小平学校長 兼 小平駐屯地司令                        |                                                                             |